# ...e l'italiano ride
...e l'italiano ride è il secondo album della Banda di Avola nato dalla collaborazione con il cantautore Mirco Menna.

Vincitore del  Premio italiano musica popolare indipendente come Miglior Album Etno Folk dell'anno 2010.

## Tracce
1. Beghine
2. Evviva
3. Ecco
4. La sfinge'
5. Girolimoni
6. Audaci rotte
7. Vieni a trovarmi
8. Chi mi facisti fari
9. Manna dal cielo
10. Da qui a domani
11. Quanto ci vuole